# Llista de topònims de Codalet
Llista de topònims (noms propis de lloc) de Codalet (Conflent).
Informació actualitzada per un bot. Els canvis manuals es perdran quan s'actualitzi!

## església
| imatge | Nom                    | Ubicat a | instància de                              | Detalls                      | coordenades                                                                                     | Protecció | Commons (més fotos)           | Dades a WD                    |
| ------ | ---------------------- | -------- | ----------------------------------------- | ---------------------------- | ----------------------------------------------------------------------------------------------- | --------- | ----------------------------- | ----------------------------- |
|        | Sant Feliu de Codalet  | Codalet  | església església parroquial Ús: església | Estil: arquitectura romànica | 42° 36′ 36″ N, 2° 24′ 57″ E / 42.61°N,2.41583°E 377.7 msnm                                      |           | Église Saint-Félix de Codalet | Modifica les dades a Wikidata |
|        | Sant Joan de Dossorons | Codalet  | església                                  |                              | 42° 36′ 22″ N, 2° 24′ 36″ E / 42.606213888889°N,2.4101027777778°E Catalunya del Nord 452.6 msnm |           |                               | Modifica les dades a Wikidata |

## Misc
| imatge | Nom                              | Ubicat a                                 | instància de                          | Detalls                                                                       | coordenades                                                                                               | Protecció                                          | Commons (més fotos)             | Dades a WD                    |
| ------ | -------------------------------- | ---------------------------------------- | ------------------------------------- | ----------------------------------------------------------------------------- | --- | -------------------------------------------------- | ------------------------------- | ----------------------------- |
|        | Alou d'Orús                      | Codalet                                  | alou                                  |                                                                               | 42° 35′ 36″ N, 2° 25′ 08″ E / 42.593203°N,2.418812°E                                                      |                                                    |                                 | Modifica les dades a Wikidata |
|        | Sant Agustí de Dossorons         | Codalet                                  | eremitori                             |                                                                               | 42° 36′ 28″ N, 2° 24′ 32″ E / 42.60775556°N,2.40889167°E 437 msnm                                         |                                                    |                                 | Modifica les dades a Wikidata |
|        | Sant Miquel de Cuixà             | Codalet                                  | abadia                                | Estil: art preromànic art romànic 9th century Dedicat a: Sant Miquel Arcàngel | 42° 35′ 42″ N, 2° 25′ 00″ E / 42.595°N,2.4166666666667°E                                                  | monument històric catalogat lloc natural catalogat | Abbaye Saint-Michel de Cuxa     | Modifica les dades a Wikidata |
|        | Sant Pere Orsèol de Cuixà        | Codalet                                  | capella                               |                                                                               | 42° 35′ 34″ N, 2° 25′ 12″ E / 42.59265278°N,2.41995833°E 467.6 msnm                                       |                                                    |                                 | Modifica les dades a Wikidata |
|        | Tet                              | Pirineus Orientals                       | riu                                   | Desemboca: mar Mediterrània Llarg: 115.8km Conca: 1369km²                     | 42° 42′ 48″ N, 3° 02′ 23″ E / 42.713333333333°N,3.0397222222222°E                                         |                                                    | Têt                             | Modifica les dades a Wikidata |
|        | casa de la vila de Codalet       | Codalet                                  | instal·lació Ús: seu del govern local |                                                                               | 42° 36′ 38″ N, 2° 24′ 59″ E / 42.6105959487621°N,2.41642137981167°E fr:66500 CODALET                      |                                                    | Town hall of Codalet            | Modifica les dades a Wikidata |
|        | cementiri de Codalet             | Codalet                                  | cementiri                             |                                                                               | 42° 36′ 24″ N, 2° 25′ 02″ E / 42.6066°N,2.4171°E                                                          |                                                    |                                 | Modifica les dades a Wikidata |
|        | claustre de Sant Miquel de Cuixà | Codalet                                  | claustre                              |                                                                               | 42° 35′ 41″ N, 2° 25′ 02″ E / 42.5948°N,2.4172°E                                                          |                                                    | Cloître de Saint-Michel de Cuxa | Modifica les dades a Wikidata |
|        | el Merder                        | Cornellà de Conflent Rià i Cirac Codalet | curs d'aigua                          | Desemboca: Tet Llarg: 5.7km                                                   | 42° 35′ 09″ N, 2° 23′ 52″ E / 42.585714°N,2.397794°E 42° 36′ 33″ N, 2° 24′ 21″ E / 42.609092°N,2.405836°E |                                                    |                                 | Modifica les dades a Wikidata |
|        | torre i muralles de Codalet      | Codalet                                  | sagrera compound                      |                                                                               | 42° 36′ 35″ N, 2° 24′ 57″ E / 42.6097°N,2.4158°E fr:12, place du Fort 377.1 msnm                          | monument històric inventariat                      | Remparts de Codalet             | Modifica les dades a Wikidata |